# Lista över fornlämningar i Norrköpings kommun (Styrstad)
Lista över fornlämningar i Norrköpings kommun (Styrstad) är en förteckning av ett urval av de fornlämningar som finns i Styrstad i Norrköpings kommun.
| Namn                 | Lämningstyp             | Tillkomsttid | Historisk indelning    | Plats | Läge                 | ID-nr          | Bild                                 |
| -------------------- | ----------------------- | ------------ | ---------------------- | ----- | -------------------- | -------------- | ------------------------------------ |
| Styrstad 1:1         | Gravfält                |              | Styrstad, Östergötland |       | 58.551418, 16.309608 | 10050100010001 | Ladda upp en bild av detta fornminne |
| Styrstad 2:1         | Gravfält                |              | Styrstad, Östergötland |       | 58.550140, 16.315134 | 10050100020001 | Ladda upp en bild av detta fornminne |
| Styrstad 4:1         | Stensättning            |              | Styrstad, Östergötland |       | 58.552328, 16.325259 | 10050100040001 | Ladda upp en bild av detta fornminne |
| Styrstad 4:2         | Stensättning            |              | Styrstad, Östergötland |       | 58.552343, 16.324611 | 10050100040002 | Ladda upp en bild av detta fornminne |
| Styrstad 4:3         | Stensättning            |              | Styrstad, Östergötland |       | 58.552145, 16.325116 | 10050100040003 | Ladda upp en bild av detta fornminne |
| Styrstad 4:4         | Stensättning            |              | Styrstad, Östergötland |       | 58.552241, 16.324891 | 10050100040004 | Ladda upp en bild av detta fornminne |
| Styrstad 5:1         | Stensättning            |              | Styrstad, Östergötland |       | 58.551777, 16.316743 | 10050100050001 | Ladda upp en bild av detta fornminne |
| Styrstad 6:1         | Stensättning            |              | Styrstad, Östergötland |       | 58.550446, 16.295865 | 10050100060001 | Ladda upp en bild av detta fornminne |
| Styrstad 6:3         | Stensättning            |              | Styrstad, Östergötland |       | 58.550389, 16.295270 | 10050100060003 | Ladda upp en bild av detta fornminne |
| Styrstad 6:4         | Stensättning            |              | Styrstad, Östergötland |       | 58.550407, 16.296081 | 10050100060004 | Ladda upp en bild av detta fornminne |
| Styrstad 7:1         | Stensättning            |              | Styrstad, Östergötland |       | 58.550656, 16.294064 | 10050100070001 | Ladda upp en bild av detta fornminne |
| Styrstad 7:2         | Stensättning            |              | Styrstad, Östergötland |       | 58.550456, 16.293946 | 10050100070002 | Ladda upp en bild av detta fornminne |
| Styrstad 7:3         | Stensättning            |              | Styrstad, Östergötland |       | 58.550143, 16.293742 | 10050100070003 | Ladda upp en bild av detta fornminne |
| Styrstad 7:4         | Stensättning            |              | Styrstad, Östergötland |       | 58.550295, 16.292750 | 10050100070004 | Ladda upp en bild av detta fornminne |
| Styrstad 8:1         | Gravfält                |              | Styrstad, Östergötland |       | 58.551151, 16.287717 | 10050100080001 | Ladda upp en bild av detta fornminne |
| Styrstad 9:1         | Gravfält                |              | Styrstad, Östergötland |       | 58.558905, 16.299945 | 10050100090001 | Ladda upp en bild av detta fornminne |
| Styrstad 10:2        | Stensättning            |              | Styrstad, Östergötland |       | 58.557517, 16.291680 | 10050100100002 | Ladda upp en bild av detta fornminne |
| Styrstad 10:4        | Stensättning            |              | Styrstad, Östergötland |       | 58.557692, 16.293082 | 10050100100004 | Ladda upp en bild av detta fornminne |
| Styrstad 12:1        | Stensättning            |              | Styrstad, Östergötland |       | 58.561706, 16.280101 | 10050100120001 | Ladda upp en bild av detta fornminne |
| Styrstad 12:2        | Stensättning            |              | Styrstad, Östergötland |       | 58.561594, 16.280274 | 10050100120002 | Ladda upp en bild av detta fornminne |
| Styrstad 12:4        | Stensättning            |              | Styrstad, Östergötland |       | 58.561505, 16.279780 | 10050100120004 | Ladda upp en bild av detta fornminne |
| Styrstad 12:5        | Hällristning            |              | Styrstad, Östergötland |       | 58.561784, 16.279942 | 10050100120005 | Ladda upp en bild av detta fornminne |
| Styrstad 13:1        | Stensättning            |              | Styrstad, Östergötland |       | 58.563222, 16.276445 | 10050100130001 | Ladda upp en bild av detta fornminne |
| Styrstad 13:2        | Stensättning            |              | Styrstad, Östergötland |       | 58.563094, 16.276641 | 10050100130002 | Ladda upp en bild av detta fornminne |
| Styrstad 13:3        | Stensättning            |              | Styrstad, Östergötland |       | 58.563011, 16.276849 | 10050100130003 | Ladda upp en bild av detta fornminne |
| Styrstad 14:1        | Stensättning            |              | Styrstad, Östergötland |       | 58.566217, 16.302748 | 10050100140001 | Ladda upp en bild av detta fornminne |
| Styrstad 14:2        | Stensättning            |              | Styrstad, Östergötland |       | 58.566396, 16.301776 | 10050100140002 | Ladda upp en bild av detta fornminne |
| Styrstad 16:1        | Gravfält                |              | Styrstad, Östergötland |       | 58.563707, 16.296098 | 10050100160001 | Ladda upp en bild av detta fornminne |
| Styrstad 17:1        | Gravfält                |              | Styrstad, Östergötland |       | 58.564426, 16.289778 | 10050100170001 | Ladda upp en bild av detta fornminne |
| Styrstad 19:1        | Gravfält                |              | Styrstad, Östergötland |       | 58.573300, 16.291020 | 10050100190001 | Ladda upp en bild av detta fornminne |
| Styrstad 21:1        | Gravfält                |              | Styrstad, Östergötland |       | 58.573419, 16.296540 | 10050100210001 | Ladda upp en bild av detta fornminne |
| Styrstad 22:1        | Gravfält                |              | Styrstad, Östergötland |       | 58.569726, 16.295320 | 10050100220001 | Ladda upp en bild av detta fornminne |
| Styrstad 23:1        | Gravfält                |              | Styrstad, Östergötland |       | 58.571157, 16.308397 | 10050100230001 | Ladda upp en bild av detta fornminne |
| Styrstad 25:1        | Gravfält                |              | Styrstad, Östergötland |       | 58.572969, 16.283029 | 10050100250001 | Ladda upp en bild av detta fornminne |
| Styrstad 26:1        | Gravfält                |              | Styrstad, Östergötland |       | 58.573412, 16.281181 | 10050100260001 | Ladda upp en bild av detta fornminne |
| Styrstad 27:1        | Gravfält                |              | Styrstad, Östergötland |       | 58.553151, 16.247309 | 10050100270001 | Ladda upp en bild av detta fornminne |
| Styrstad 28:1        | Gravfält                |              | Styrstad, Östergötland |       | 58.553473, 16.244313 | 10050100280001 | Ladda upp en bild av detta fornminne |
| Styrstad 31:1        | Gravfält                |              | Styrstad, Östergötland |       | 58.564465, 16.255739 | 10050100310001 | Ladda upp en bild av detta fornminne |
| Styrstad 32:1        | Runristning             |              | Styrstad, Östergötland |       | 58.561393, 16.270035 | 10050100320001 | Ladda upp en bild av detta fornminne |
| Styrstad 32:2        | Runristning             |              | Styrstad, Östergötland |       | 58.561417, 16.269898 | 10050100320002 | Ladda upp en bild av detta fornminne |
| Styrstad 33:1        | Stensättning            |              | Styrstad, Östergötland |       | 58.562681, 16.272859 | 10050100330001 | Ladda upp en bild av detta fornminne |
| Styrstad 34:1        | Stensättning            |              | Styrstad, Östergötland |       | 58.567029, 16.272070 | 10050100340001 | Ladda upp en bild av detta fornminne |
| Styrstad 35:1        | Gravfält                |              | Styrstad, Östergötland |       | 58.567407, 16.268938 | 10050100350001 | Ladda upp en bild av detta fornminne |
| Styrstad 36:1        | Gravfält                |              | Styrstad, Östergötland |       | 58.564676, 16.263658 | 10050100360001 | Ladda upp en bild av detta fornminne |
| Styrstad 37:1        | Stensättning            |              | Styrstad, Östergötland |       | 58.570658, 16.253725 | 10050100370001 | Ladda upp en bild av detta fornminne |
| Styrstad 39:1        | Runristning             |              | Styrstad, Östergötland |       | 58.578424, 16.245271 | 10050100390001 | Ladda upp en bild av detta fornminne |
| Styrstad 40:1        | Gravfält                |              | Styrstad, Östergötland |       | 58.579289, 16.260890 | 10050100400001 | Ladda upp en bild av detta fornminne |
| Styrstad 41:1        | Stensättning            |              | Styrstad, Östergötland |       | 58.579748, 16.262533 | 10050100410001 | Ladda upp en bild av detta fornminne |
| Styrstad 41:3        | Stensättning            |              | Styrstad, Östergötland |       | 58.579860, 16.262440 | 10050100410003 | Ladda upp en bild av detta fornminne |
| Styrstad 42:1        | Gravfält                |              | Styrstad, Östergötland |       | 58.574789, 16.265197 | 10050100420001 | Ladda upp en bild av detta fornminne |
| Styrstad 42:2        | Hällristning            |              | Styrstad, Östergötland |       | 58.574933, 16.266215 | 10050100420002 | Ladda upp en bild av detta fornminne |
| Styrstad 43:1        | Gravfält                |              | Styrstad, Östergötland |       | 58.579765, 16.269172 | 10050100430001 | Ladda upp en bild av detta fornminne |
| Styrstad 80:1        | Stensättning            |              | Styrstad, Östergötland |       | 58.566409, 16.272440 | 10050100800001 | Ladda upp en bild av detta fornminne |
| Styrstad 88:1        | Stensättning            |              | Styrstad, Östergötland |       | 58.562394, 16.275786 | 10050100880001 | Ladda upp en bild av detta fornminne |
| Styrstad 94:1        | Stensättning            |              | Styrstad, Östergötland |       | 58.570727, 16.257318 | 10050100940001 | Ladda upp en bild av detta fornminne |
| Styrstad 97:1        | Hällristning            |              | Styrstad, Östergötland |       | 58.561273, 16.281575 | 10050100970001 | Ladda upp en bild av detta fornminne |
| Styrstad 98:1        | Hällristning            |              | Styrstad, Östergötland |       | 58.560235, 16.276771 | 10050100980001 | Ladda upp en bild av detta fornminne |
| Styrstad 98:2        | Hällristning            |              | Styrstad, Östergötland |       | 58.560180, 16.276921 | 10050100980002 | Ladda upp en bild av detta fornminne |
| Styrstad 103:1       | Hällristning            |              | Styrstad, Östergötland |       | 58.553626, 16.251559 | 10050101030001 | Ladda upp en bild av detta fornminne |
| Styrstad 104:1       | Hällristning            |              | Styrstad, Östergötland |       | 58.553907, 16.252029 | 10050101040001 | Ladda upp en bild av detta fornminne |
| Styrstad 104:2       | Hällristning            |              | Styrstad, Östergötland |       | 58.553965, 16.251938 | 10050101040002 | Ladda upp en bild av detta fornminne |
| Styrstad 106:1       | Hällristning            |              | Styrstad, Östergötland |       | 58.548050, 16.299066 | 10050101060001 | Ladda upp en bild av detta fornminne |
| Styrstad 106:2       | Hällristning            |              | Styrstad, Östergötland |       | 58.548045, 16.299227 | 10050101060002 | Ladda upp en bild av detta fornminne |
| Styrstad 106:3       | Hällristning            |              | Styrstad, Östergötland |       | 58.548058, 16.299378 | 10050101060003 | Ladda upp en bild av detta fornminne |
| Styrstad 107:1       | Hällristning            |              | Styrstad, Östergötland |       | 58.549446, 16.295130 | 10050101070001 | Ladda upp en bild av detta fornminne |
| Styrstad 108:1       | Hällristning            |              | Styrstad, Östergötland |       | 58.549340, 16.296216 | 10050101080001 | Ladda upp en bild av detta fornminne |
| Styrstad 108:2       | Hällristning            |              | Styrstad, Östergötland |       | 58.549406, 16.296053 | 10050101080002 | Ladda upp en bild av detta fornminne |
| Styrstad 109:1       | Stensättning            |              | Styrstad, Östergötland |       | 58.548242, 16.321448 | 10050101090001 | Ladda upp en bild av detta fornminne |
| Styrstad 109:2       | Stensättning            |              | Styrstad, Östergötland |       | 58.548335, 16.321415 | 10050101090002 | Ladda upp en bild av detta fornminne |
| Styrstad 109:3       | Stensättning            |              | Styrstad, Östergötland |       | 58.548427, 16.321351 | 10050101090003 | Ladda upp en bild av detta fornminne |
| Styrstad 110:1       | Hällristning            |              | Styrstad, Östergötland |       | 58.554683, 16.302537 | 10050101100001 | Ladda upp en bild av detta fornminne |
| Styrstad 110:2       | Hällristning            |              | Styrstad, Östergötland |       | 58.554609, 16.302329 | 10050101100002 | Ladda upp en bild av detta fornminne |
| Styrstad 113:1       | Hällristning            |              | Styrstad, Östergötland |       | 58.554223, 16.292987 | 10050101130001 | Ladda upp en bild av detta fornminne |
| Styrstad 119:1       | Gravfält                |              | Styrstad, Östergötland |       | 58.575788, 16.250897 | 10050101190001 | Ladda upp en bild av detta fornminne |
| Styrstad 120:1       | Hällristning            |              | Styrstad, Östergötland |       | 58.573188, 16.282414 | 10050101200001 | Ladda upp en bild av detta fornminne |
| Styrstad 125:1       | Stensättning            |              | Styrstad, Östergötland |       | 58.566600, 16.304716 | 10050101250001 | Ladda upp en bild av detta fornminne |
| Styrstad 129:1       | Stensättning            |              | Styrstad, Östergötland |       | 58.560054, 16.302533 | 10050101290001 | Ladda upp en bild av detta fornminne |
| Styrstad 131:1       | Hällristning            |              | Styrstad, Östergötland |       | 58.552412, 16.314949 | 10050101310001 | Ladda upp en bild av detta fornminne |
| Styrstad 134:1       | Stensättning            |              | Styrstad, Östergötland |       | 58.550320, 16.291758 | 10050101340001 | Ladda upp en bild av detta fornminne |
| Styrstad 151         | Grav- och boplatsområde |              | Styrstad, Östergötland |       | 58.569532, 16.248679 | 12000000051479 | Ladda upp en bild av detta fornminne |
| Styrstad 156         | Grav- och boplatsområde |              | Styrstad, Östergötland |       | 58.565223, 16.246665 | 12000000066702 | Ladda upp en bild av detta fornminne |
| Styrstad 162         | Gravfält                |              | Styrstad, Östergötland |       | 58.578179, 16.238671 | 12000000115725 | Ladda upp en bild av detta fornminne |
| Sankt Johannes 4:1   | Stensättning            |              | Styrstad, Östergötland |       | 58.566995, 16.249760 | 10307400040001 | Ladda upp en bild av detta fornminne |
| Sankt Johannes 5:1   | Gravfält                |              | Styrstad, Östergötland |       | 58.567711, 16.242023 | 10307400050001 | Ladda upp en bild av detta fornminne |
| Sankt Johannes 7:1   | Gravfält                |              | Styrstad, Östergötland |       | 58.572120, 16.238888 | 10307400070001 | Ladda upp en bild av detta fornminne |
| Sankt Johannes 8:1   | Gravfält                |              | Styrstad, Östergötland |       | 58.567316, 16.228966 | 10307400080001 | Ladda upp en bild av detta fornminne |
| Sankt Johannes 48:1  | Gravfält                |              | Styrstad, Östergötland |       | 58.568595, 16.221635 | 10307400480001 | Ladda upp en bild av detta fornminne |
| Sankt Johannes 49:2  | Hällristning            |              | Styrstad, Östergötland |       | 58.568202, 16.223839 | 10307400490002 | Ladda upp en bild av detta fornminne |
| Sankt Johannes 49:3  | Hällristning            |              | Styrstad, Östergötland |       | 58.568220, 16.223709 | 10307400490003 | Ladda upp en bild av detta fornminne |
| Sankt Johannes 72:1  | Hällristning            |              | Styrstad, Östergötland |       | 58.565416, 16.239316 | 10307400720001 | Ladda upp en bild av detta fornminne |
| Sankt Johannes 73:1  | Hällristning            |              | Styrstad, Östergötland |       | 58.565416, 16.246019 | 10307400730001 | Ladda upp en bild av detta fornminne |
| Sankt Johannes 74:1  | Gravfält                |              | Styrstad, Östergötland |       | 58.566538, 16.247672 | 10307400740001 | Ladda upp en bild av detta fornminne |
| Sankt Johannes 88:1  | Gravfält                |              | Styrstad, Östergötland |       | 58.565418, 16.235585 | 10307400880001 | Ladda upp en bild av detta fornminne |
| Sankt Johannes 90:1  | Stensättning            |              | Styrstad, Östergötland |       | 58.554061, 16.242110 | 10307400900001 | Ladda upp en bild av detta fornminne |
| Sankt Johannes 146:1 | Hällristning            |              | Styrstad, Östergötland |       | 58.562131, 16.236519 | 10307401460001 | Ladda upp en bild av detta fornminne |